# Солодянка (посёлок)
Солодянка — посёлок в Агаповском районе Челябинской области. Входит в состав Буранного сельского поселения.

## География
Через посёлок протекает река Нижняя Солодянка, у западной окраины находится пруд. На расстоянии 30 км находится районный центр село Агаповка.

## История
Посёлок основан в 1934 году. На его территории размещалось 4-е отделение совхоза «Буранный».

## Население
| 1970 | 1995 | 2002 | 2010 |
| ---- | ---- | ---- | ---- |
| 465  | ↘352 | ↗355 | ↗420 |

## Инфраструктура
- 4-е отделение АО «Буранное сельское хозяйство»[6],

- фельдшерско-акушерский пункт.

## Уличная сеть
- Зелёная,
- Мира,
- Набережная,
- Новостройная,
- Сиреневый переулок,
- Солнечный переулок,
- Степная,
- Шоссейная.